# DIVE INTO YOUR BODY
「DIVE INTO YOUR BODY」（ダイヴ・イントゥー・ユア・ボディー）は、TM NETWORKの20枚目のシングル。

## 背景
オリジナルアルバムには収録されておらず、ベストアルバムを中心としたアルバムに収録されている。
このシングルを発売後、TMは翌年1990年夏頃まで活動を休止した。

## 制作
コンセプトは、「1stアルバム『RAINBOW RAINBOW』の延長線上」として制作され、「RUNNING TO HORIZON」とほぼ同時に作られた。宇都宮隆と木根尚登に2曲のデモテープを聴かせ、次のシングルにどちらがいいかプレゼンテーションしたところ、宇都宮が「DIVE INTO YOUR BODY」を選んだため、シングルとなったという経緯がある。結果、「RUNNING TO HORIZON」は1989年10月28日に小室のソロデビューシングルとしてリリースされた。両曲ともAメロのコード進行がほとんど同一で、歌い出しが「LA LA LA～」というのも共通点として挙げられる。
この曲で小室は初めてシンクラヴィアを使用している。ただし、この時点ではまだ知人のシンクラヴィアオペレータを起用していた。
前作「GET WILD '89」に引き続き、PWLに所属していたピート・ハモンドがミックスを担当。
カップリング曲である「Single Instrumental Mix」では、1サビ目からの間奏がA面より1フレーズ長くなっている。また「12”CLUB MIX」及び「extended 12' version mix」も同様で1フレーズ長い。

## レコーディング
B'zの松本孝弘が参加した最後の作品となっている。

## プロモーション
当作品の購入者特典として、「DIVE INTO YOUR BODY」のリミックスバージョン(12”CLUB MIX) が用意された。なおこのバージョンは2004年にリリースされたベストアルバム『Welcome to the FANKS!』に収録されている。

## リリース
1989年7月21日に、EPIC/SONY RECORDSから7インチレコード 、カセットテープ、8cmCDの3形態で発売された。
今作品をもって、7インチレコードとカセットテープとの併売は最後となった。

## 記録
当時放送されていたラジオ番組『TM NETWORK COME ON FANKS!』（TBSラジオ）にて、この曲を『ザ・ベストテン』にリクエストしようと呼びかけたところ第4位にて登場し、その際木根尚登が「1位になったらサングラスを取る」と宣言したが、結果は最高2位だった。売上枚数は30万枚。

## 収録曲
| 全作曲: 小室哲哉、全編曲: 小室哲哉、Mixed by Pete Hammond for PWL。 |                                                   |            |            |      |
| #                                                                   | タイトル                                          | 作詞       | 作曲・編曲 | 時間 |
| 1.                                                                  | 「DIVE INTO YOUR BODY」                           | 小室みつ子 | 小室哲哉   | 5:02 |
| 2.                                                                  | 「DIVE INTO YOUR BODY (Single Instrumental Mix)」 |            | 小室哲哉   | 5:09 |
| 合計時間:                                                           | 合計時間:                                         | 合計時間:  | 10:11      |      |

## 収録アルバム
- TMN COLOSSEUM II (ライブバージョン)
- TMN CLASSIX 1 (extended 12' version mix)
- GROOVE GEAR 1984-1994 (ライブバージョン)
- TETSUYA KOMURO PRESENTS TMN BLACK
- TMN final live LAST GROOVE 5.19 (ライブバージョン)
- TIME CAPSULE all the singles
- STAR BOX
- BEST TRACKS ～A message to the next generation～
- Welcome to the FANKS! (12”CLUB MIX)
- THE GREATEST HITS - 小室哲哉作品集 - a
- TM NETWORK BEST OF BEST
- TM NETWORK SUPER BEST
- TM NETWORK THE SINGLES 2 (Disc 1にオリジナル、初回限定盤のみ付属のDisc 2にDUB INSTRUMENTAL MIXが収録)
- TM NETWORK ORIGINAL SINGLES 1984-1999
- TM NETWORK ORIGINAL SINGLE BACK TRACKS 1984-1999 (Single Instrumental Mix)
- Gift from Fanks T
- LIVE HISTORIA T 〜TM NETWORK Live Sound Collection 1984-2015〜　(ライブバージョン)